# Basilique de Montichiari
La Basilique de Montichiari est située dans la ville de Montichiari dans la province de Lombardie en Italie.
C'est le plus grand édifice religieux de Montichiari et l'un des plus grands de Lombardie.

## Historique
La basilique a été achevée en deux étapes, respectivement en 1743 et 1765
Le dôme a été achevé ultérieurement
L'architecte est Paolo Soratini sauf pour le dôme.
En 1963, la cathédrale de Montichiari a reçu le titre de basilique mineure.

## Dimensions
Les dimensions de l'édifice sont les suivantes ;
- Hauteur sous voûte de la nef : 27,5 m

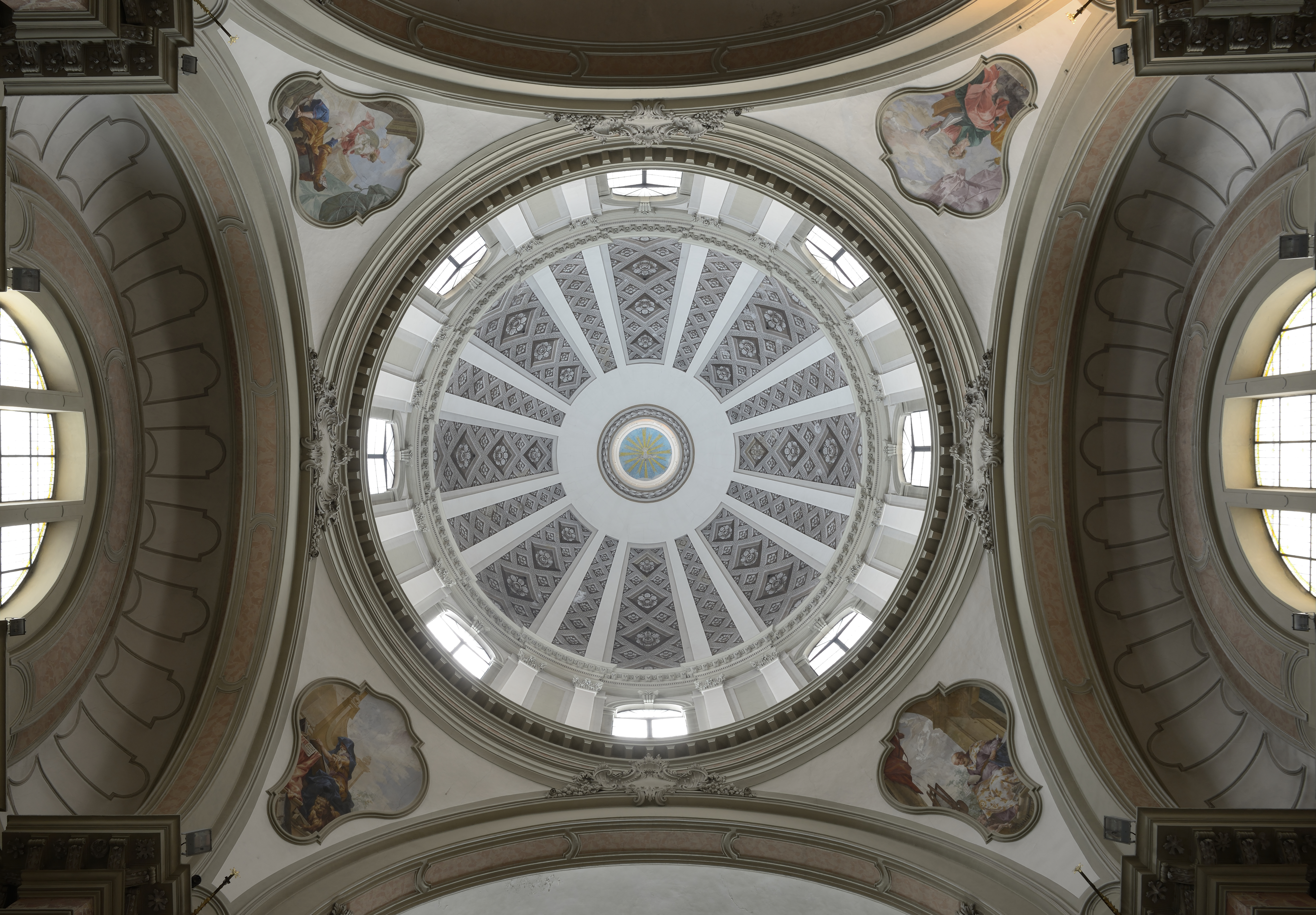
Intérieur de la coupole de la basilique

- Hauteur du dôme ; 61,5 m